# Jagdstaffel 36
La Königlich Preußische Jagdstaffel Nr 36 ou Jagdstaffel 36 est un « groupe de chasse » (c'est-à-dire un escadron de chasseurs) de la Luftstreitkräfte, la branche aérienne de l'Armée impériale allemande pendant la Première Guerre mondiale. Jasta est un acronyme formé par l'abréviation du mot allemand Jagdstaffel (escadrille de chasse). L'unité totalise 123 victoires aériennes pendant la guerre (dont 11 ballons d'observation), au prix de 13 tués et 15 blessés au combat, deux blessés dans des accidents et deux prisonniers. 

## Histoire
La Jagdstaffel 36 est fondée le 11 janvier 1917, mais elle n'est opérationnelle que le 21 février. Formée à Breslau, la nouvelle unité est affectée au soutien de la 1re armée depuis Le Châtelet. La Jasta enregistre sa première victoire le 5 avril 1917, remportée parAlbert Dossenbach (en). Encouragés par son exemple, les pilotes de la Jasta 36 abattent 13 avions français dans le courant du mois d'avril, en plus de deux ballons d'observation abattus par Heinrich Bongartz (en). Cependant, le 2 mai, la Jasta perd son commandant, lorsque Dossenbach est blessé lors d'un bombardement français.
Le 18 ou 19 juin 1917, la Jasta 36 passe en appui de la 4e armée. Six jours plus tard, elle se déplace à Markebeke pour s'opposer au Royal Flying Corps. L'unité vole contre les Britanniques pendant la fin de l'année 1917, qu'elle termine avec 87 victoires. 
En janvier 1918, la Jasta reçoit un certain nombre de nouveaux triplans Fokker Dr.I, et, le 14 février 1918, rejoint la Jagdstaffel 2, la Jagdstaffel 26 (en) et la Jagdstaffel 27 (en) dans le Jagdgeschwader III (en), une unité de chasse plus grande nouvellement créée et commandée par Bruno Loerzer. En mars 1918, lors de son transfert à Erchin, elle soutient la 17e armée. Le 14 avril, elle est retournée sous le contrôle de la 4e armée. Le 23 mai 1918, elle passe à la 7e armée. Le 25 août 1918, elle son dernier changement d'affectation de la guerre, en passant à la 17e armée basée à Émerchicourt. Bien qu'elle change de base une demi-douzaine de fois, la Jasta 36 termine la guerre dans ce rôle.

## Liste des commandants (Staffelführer)
1. Albert Dossenbach (en) :  22 février - 2 juin 1917 (blessé au combat)[1]
2. Walter von Bülow-Bothkamp : 2 juin 1917 - 13 décembre 1917[1]
3. Heinrich Bongartz (en) : 19 juin 1917 - 29 avril 1918 (blessé au combat)[1]
4. Richard Plange : 29 avril 1918 - 19 mai 1918 (tué au combat)[1]
5. Harry von Bülow-Bothkamp : 19 mai 1918 - 14 août 1918[1]
6. Theodor Quandt (en) : du 14 août 1918 jusqu'à la dissolution[1]

## Liste des bases d'opérations
1. Breslau : 21 février - 1er mars 1917
2. Le Châtelet : 1er mars 1917 - 4 mai 1917
3. Saint Loup : 4 mai 1917 - 19 juin 1917
4. Sailly : 18 juin 1917 - 24 juin 1917
5. Markebeke : 24 juin 1917 - date du mouvement inconnue[2]
6. Kuerne : durée inconnue
7. Houplin-Ancoisne : durée inconnue
8. Erchin : mars 1918 - 14 avril 1918
9. Halluin : 14 avril 1918 - 23 mai 1918
10. Vivaise : 23 mai 1918 - date du mouvement inconnue
11. « Epitaphe Ferme » : durée inconnue
12. Vauxcere : durée inconnue
13. Ercheu : durée inconnue
14. Chambry : date du mouvement inconnue - 25 août 1918
15. Émerchicourt : 25 août 1918 - date du mouvement inconnue
16. Aniche : durée inconnue
17. Lieu-Saint-Amand : durée inconnue.
18. Saultain : durée inconnue.
19. Lenz : durée inconnue
20. Lirm : durée inconnue[1]

## Membres célèbres
Onze as de l'aviation ont volé au sein de la Jagdstaffel 36 au cours de la guerre : Heinrich Bongartz (en), Theodor Quandt (en), Walter von Bülow-Bothkamp, Hans Gottfried von Häbler (en), Hans Hoyer (en), Harry von Bülow-Bothkamp, Alfred Hübner (en), Kurt Jacob, Albert Dossenbach (en), Hans Böhning (en) et Richard Plange.